# Thon Maker
Thon Marial Maker (Wau, 25 febbraio 1997) è un cestista australiano con cittadinanza sudsudanese.

## Biografia
Nato in Sudan del Sud, all'età di 5 anni fuggì in Uganda, per poi immigrare in Australia a 7 anni. Successivamente diverrà cittadino australiano. Nel 2011 si è trasferito negli Stati Uniti (precisamente in Virginia) oltre che per studiare per imparare a giocare a pallacanestro, sport a cui si appassionò dopo i 10 anni.
I suoi genitori vivono in Sudan del Sud, e lui è discendente della tribù dei Dinka. Ha un fratello di nome Matur anch'egli cestista. Ha un cugino di nome Makur Maker, anch'egli cestista. Ha un cugino di nome Aliir Aliir che è un giocatore professionista dell'AFL, massimo campionato di football australiano.

## Caratteristiche tecniche
Può giocare sia da ala grande che da centro. Ha un'apertura alare tra le più grandi dell'NBA di 221 cm, è agile e corre molto nonostante la sua altezza e tenta spesso il tiro da 3 punti, oltre a essere bravo a giocare in post.

## Carriera

### NBA (2016-2021)

#### Milwaukee Bucks (2016-2019)

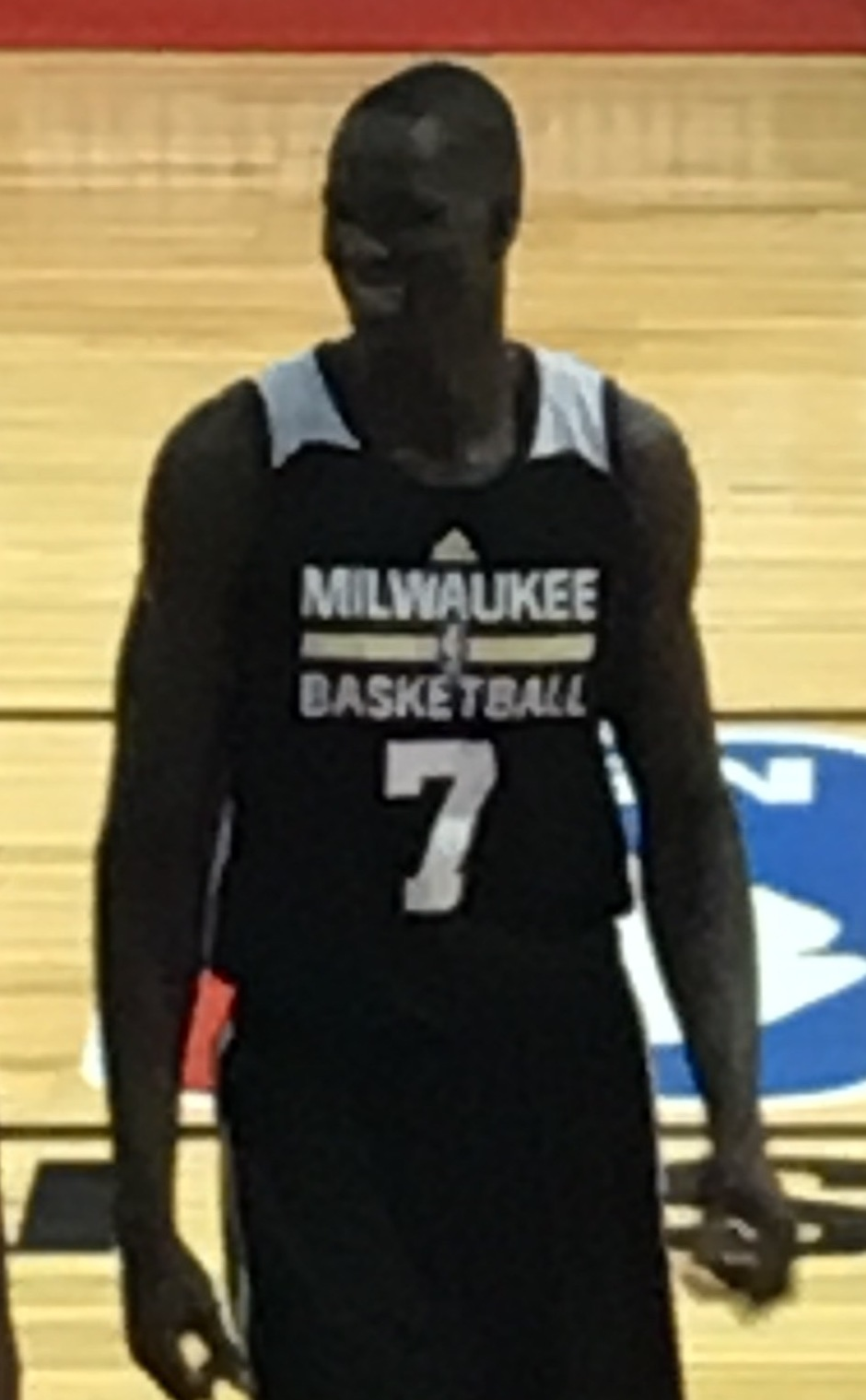
Maker a Milwaukee

Si rese eleggibile per il Draft NBA 2016, che si svolse al Barclays Center di Brooklyn il 23 giugno, durante il quale venne selezionato alla decima scelta assoluta dai Milwaukee Bucks, diventando il primo giocatore proveniente dall'high-school ad andare subito in NBA senza essere passato dal college a 11 anni di distanza dall'ultima volta. All'high-school giocò anche a calcio prima di cimentarsi nel basket.
Il 22 gennaio 2017 partì per la prima volta da titolare con i Bucks nella gara persa 109-97 in trasferta contro i Miami Heat. Tra l'altro partì titolare per una punizione inflitta al collega di reparto Jabari Parker dai suoi compagni di squadra. Da febbraio a seguito di un infortunio al legamento crociato anteriore del ginocchio sinistro accorso all'ala grande titolare dei Bucks Jabari Parker, Maker partì più spesso in quintetto base, seppur senza tenere minutaggi alti. Il 1º aprile 2017 segnò il suo career-high di punti mettendone a segno 23 in 24 minuti nella gara vinta in casa per 108-105 all'overtime contro i Detroit Pistons, in cui lui partì titolare. I Bucks arrivarono sesti a est a fine anno con un record di 42-40 e nei playoffs incontrarono i Toronto Raptors. Dopo essere passati in vantaggio nella serie per 2-1 con una sontuosa vittoria in casa per 104-77 (in cui Maker segnò 11 punti) i cervi vennero rimontati perdendo la serie per 4-2.
L'anno successivo trovò più spazio in uscita dalla panchina. Si fece notare particolarmente nei playoffs in gara-4 contro i Boston Celtics con 5 stoppate che consentirono ai cervi di vincere la sfida e portare la serie sul 2-2. Tuttavia anche in questo caso i Bucks uscirono al primo turno (questa volta a gara-7).
Con l'arrivo di Budenholzer in panchina Maker non trovò molto spazio e scontento arrivò a chiedere la cessione.

#### Detroit Pistons (2019-2020)
Il 7 febbraio 2019 venne ceduto ai Detroit Pistons.

#### Cleveland Cavaliers (2020-2021)
Il 30 novembre 2020 firmò per i Cleveland Cavaliers. Il 14 gennaio 2021 viene tagliato.

#### Hapoel Gerusalemme (2021-)
Il 25 agosto 2021, dopo alcuni mesi da svincolato, firma per l'H. Gerusalemme.

### Nazionale
Nonostante un interesse mostrato dal Canada e dai prestigiosi Stati Uniti, optò per rappresentare l'Australia.
Il 29 giugno 2018 fece il suo debutto con la selezione australiana contro il Giappone. Tre giorni più tardi nella sfida contro le Filippine si rese protagonista in una rissa che vide coinvolti molti giocatori sia australiani che filippini in cui Maker tentò (dopo essere stato colpito da dietro dallo stesso) di colpire l'avversario Terrence Romeo con un calcio. Per via di questo suo comportamento Maker venne squalificato per 3 partite dalla FIBA.

## Controversie

### Età
Sulla sua vera età c'erano molte perplessità quando si candidò al Draft tanto che alcuni articoli giornalistici espressero i loro dubbi al riguardo. Il proprietario dei Dallas Mavericks Mark Cuban pubblicamente espresse i suoi dubbi sostenendo che Maker avesse 40 anni.

### Muslim ban
Il 30 gennaio 2017 era prevista una partita dei Bucks contro i Toronto Raptors: per Maker rischiò di esserci un problema con il Muslim ban, misura adottato dal Presidente degli USA Donald Trump per evitare l'ingresso sul suolo statunitense di cittadini provenienti da paesi a maggioranza islamica; nonostante le paure Maker riuscì comunque a tornare negli Stati Uniti dal Canada senza problemi.

## Statistiche

### NBA

#### Regular season
| Stagione  | Squadra             | PG  | PI | MPG  | FG%  | 3P%  | FT%  | RPG | APG | SPG | BPG | PPG |
| --------- | ------------------- | --- | -- | ---- | ---- | ---- | ---- | --- | --- | --- | --- | --- |
| 2016-2017 | Milwaukee Bucks     | 57  | 34 | 9,9  | 45,9 | 37,8 | 65,3 | 2,0 | 0,4 | 0,2 | 0,5 | 4,0 |
| 2017-2018 | Milwaukee Bucks     | 74  | 12 | 16,7 | 41,1 | 29,8 | 69,9 | 3,0 | 0,6 | 0,5 | 0,7 | 4,8 |
| 2018-2019 | Milwaukee Bucks     | 35  | 0  | 11,7 | 44,0 | 33,3 | 54,1 | 2,7 | 0,5 | 0,3 | 0,5 | 4,7 |
| 2018-2019 | Detroit Pistons     | 29  | 5  | 19,4 | 37,3 | 30,7 | 76,6 | 3,7 | 0,9 | 0,4 | 1,1 | 5,5 |
| 2019-2020 | Detroit Pistons     | 60  | 14 | 12,9 | 48,2 | 34,4 | 66,4 | 2,8 | 0,7 | 0,4 | 0,7 | 4,7 |
| 2020-2021 | Cleveland Cavaliers | 8   | 0  | 9,5  | 55,6 | 0,0  | 90,9 | 2,3 | 0,5 | 0,3 | 0,5 | 3,8 |
| Carriera  | Carriera            | 263 | 65 | 13,8 | 43,5 | 32,7 | 68,0 | 2,8 | 0,6 | 0,4 | 0,7 | 4,6 |

#### Play-off
| Anno     | Squadra         | PG | PI | MPG  | FG%  | 3P%  | FT%  | RPG | APG | SPG | BPG | PPG |
| -------- | --------------- | -- | -- | ---- | ---- | ---- | ---- | --- | --- | --- | --- | --- |
| 2017     | Milwaukee Bucks | 6  | 6  | 19,3 | 38,7 | 20,0 | 81,8 | 3,2 | 2,0 | 0,8 | 1,8 | 5,8 |
| 2018     | Milwaukee Bucks | 6  | 2  | 21,7 | 39,3 | 30,0 | 71,4 | 3,8 | 0,8 | 0,3 | 1,8 | 5,5 |
| 2019     | Detroit Pistons | 4  | 2  | 17,3 | 26,9 | 0,0  | 88,9 | 2,3 | 1,0 | 0,0 | 1,0 | 5,5 |
| Carriera | Carriera        | 16 | 10 | 19,7 | 35,3 | 19,0 | 81,5 | 3,2 | 1,3 | 0,4 | 1,6 | 5,6 |

#### Massimi in carriera
Aggiornato al 12 gennaio 2021
- Massimo di punti: 23 vs. Detroit Pistons (1º aprile 2017)[38]
- Massimo di rimbalzi: 12 vs. Charlotte Hornets (10 febbraio 2020)
- Massimo di assist: 6 vs. Chicago Bulls (10 marzo 2019)
- Massimi di palle rubate: 3 (4 volte)
- Massimo di stoppate: 4 (3 volte)